# Idoru (Grimes)
Idoru è un singolo della musicista canadese Grimes, pubblicato il 27 febbraio 2020 come sesto estratto dal quinto album in studio, Miss Anthropocene.

## Video musicale
Il videoclip della canzone è stato reso disponibile in concomitanza con l'uscita del singolo.

## Tracce
1. Idoru (Art Mix) – 7:12
2. Idoru (Algorithm Mix) – 4:46